# Hidden Place
Singles de Björk
All Is Full of Love
(1998) Pagan Poetry
(2001)
Pistes de Vespertine
Cocoon
(2)
Hidden Place est une chanson de l'artiste islandaise Björk, c'est le premier single issu de son album Vespertine.

## Informations
La chanson a été écrite par Björk, Guy Sigsworth et Mark Bell. Björk y chante accompagnée d'un chœur.
Björk explique le titre de la chanson de la manière suivante :

« Hidden Place est, en quelque sorte, le fait de savoir comment deux personnes peuvent créer un paradis tout en s'unissant. Vous avez un endroit émotionnel qui est commun. Et il est incassable. Et, évidemment, il est imaginaire. Donc, on pourrait dire qu'il n'existe pas parce qu'il serait invisible, mais finalement il pourrait bel et bien exister. »

## Réception
Hidden Place a reçu des avis favorables venant des critiques et des fans. La chanson a eu un beau succès commercial lors de sa sortie et est aujourd'hui considérée comme un de ses classiques.

## Clip
Le clip de la chanson a été réalisé par le studio graphique M/M (Paris) et les photographes Inez Van Lamsweerde et Vinoodh Matadin. Celui-ci montre Björk vue de près, le visage parcouru par un liquide coloré, circulant entre son nez, sa bouche et ses yeux.

## Listes des pistes
CD1
1. Hidden Place (edit) – 4:00
2. Generous Palmstroke – 4:26
3. Verandi – 4:28

CD2
1. Hidden Place (a cappella) – 5:15
2. Mother Heroic – 2:44
3. Foot Soldier – 2:35

DVD (Royaume-Uni/États-Unis)
1. Hidden Place (video) – 4:00
2. Generous Palmstroke – 4:26
3. Verandi – 4:28